# Tondela
Tondela je město v Portugalsku. Nachází se na úpatí pohoří Serra do Caramulo 80 km jihozápadně od Porta a protéká jím řeka Dão. Administrativně patří do distriktu Viseu v regionu Centro. Město má 4 500 obyvatel a je sídlem stejnojmenné obce s přibližně 29 tisíci obyvateli.
První písemná zmínka pochází z roku 1137 a v roce 1515 získala Tondela městská práva. Název pochází z legendy o místní ženě, která zburcovala obyvatele proti Maurům troubením („ao'tom'dela“ znamená „při tom zvuku“) a na její počest byla postavena kamenná fontána Chafariz das Sereias.
Tondela leží ve vinařské oblasti Dão zvané také „portugalské Burgundsko“, kde převládají červená vína odrůd Tempranillo a Alfrocheiro Preto. Slouží také jako klimatické lázně. Významnou architektonickou památkou je kaple Nossa Senhora do Campo v Campo de Besteiros.
Místní fotbalový klub CD Tondela působí od roku 2015 v portugalské nejvyšší soutěži.

## Partnerská města
- Lannemezan (Francie)